# تیغه جاودانه (فیلم)
تیغه جاودانه (به انگلیسی: Blade of the Immortal) یک فیلم انگلیسی-کره جنوبی-ژاپنی در ژانر سامورایی جیدای‌گکی به کارگردانی تاکاشی میکه است که در سال ۲۰۱۷ منتشر شد. فیلم براساس دو آرک داستانی اولیه مجموعه مانگایی به همین نام اثر هیروئاکی سامورا ساخته شده است. تاکویا کیمورا، هانا سوگیساکی، سوتا فوکوشی، هایاتو ایچیهارا، و اریکا تودا بازیگران فیلم هستند. این فیلم برای رقابت در بخش خارج از مسابقه جشنواره فیلم کن ۲۰۱۷ انتخاب شده بود.
تیغه جاودانه با فروش ۸٬۴ میلیون دلاری نتوانست به موفقیت مورد انتظار دست پیدا کند. با این حال، این فیلم به‌طور کلی با واکنش مثبت منتقدان برای مدیریت صحنه‌های مبارزه و رابطه بین دو قهرمان همراه بود. همچنین فروش خوبی در ژاپن به دست آورد که محصولات رسانه خانگی خود را در بر می‌گیرد. سامورا هنگام تماشای محصول نهایی ابراز رضایت کرد.

## داستان
مانجی یک سامورایی است که پس از پیروی از دستور مافوق خود برای کشتن یک ارباب فاسد و پیروانش فرار می‌کند. مانجی تصمیم گرفت از خواهرش ماچی که اکنون دیوانه است مراقبت کند. در حالی که ماچی در حال فرار است، توسط گروه بزرگی از رونین گروگان گرفته می‌شود تا برای سر مانجی جایزه بگیرند. وقتی مانجی به خواسته‌های رونین‌ها عمل می‌کند، آن‌ها اقدام به کشتن ماچی می‌کنند. مانجی در تلافی همه اعضای گروه را می کشد، اما به شدت زخمی می‌شود. از آنجایی که چیزی برای زندگی باقی نمانده بود، مرگ خود را می پذیرد، اما یاوبیکونی "کرم‌های خونی مقدس" را در بدن او کاشته می‌کند که او را شفا می‌دهد.
۵۲ سال بعد، مانجی اکنون یک جاودانه بی پیر است که دختر جوانی به نام رین آسانو به او نزدیک می شود و از او به عنوان محافظ درخواست کمک می کند تا به انتقام مرگ پدرش، کوروس، به دست کاگه‌هیسا آنوتسو و ایتتو-ریو کمک کند. جامعه‌ای متشکل از قاتلان سامورایی که او رهبری می کند. در حالی که مانجی با اکراه موافقت می کند که یکی از اعضای Ittō-ryū، Sabato Kuroi که سر بریده مادر رین را روی شانه چپ او سوار کرده بود. خبر مرگ ساباتو پس از بستن قرارداد Ittō-ryū با Kagimura Habaki برای جایگاهی در شوگونات به کاگه‌هیسا می رسد و تایتو ماگاتسو را برای مقابله با رین و محافظش فرستاد.
ماگاتسو شکست می خورد، اما از او نجات می یابد زیرا جاودانگی مانجی را برای سایر اعضای Ittō-ryū فاش می کند. مانجی بعداً با عضو Ittō-ryū Eiku Shizuma روبرو می‌شود، اما شکست می خورد. مانجی و رین بعداً به فوکاگاوا می‌رسند، جایی که با پیرو وفادار کاگه‌هیسا، مکی اوتونو تاچیبانا روبرو می‌شوند. در حالی که مکی دست بالا را داشت، نمی تواند خود را به کشتن مانجی بیاورد. او فاش می‌کند که در این فکر بوده است که آیا برای هدف درست می‌جنگد و به ترک گروه فکر کرده است. رین مداخله می‌کند و به او می‌گوید که به خاطر مرگ والدینش که دوستشان داشت به دنبال انتقام است و مکی بی سر و صدا آنها را ترک می‌کند.
این دو بعداً با Mugai-ryū روبرو می شوند و متوجه می شوند که Kagehisa برای استخدام یک استاد دوجو به کوه Takeo می رود. عضو موگای ریو، شیرا، پس از مداخله رین در تلاش او برای داشتن رابطه جنسی با فاحشه ای که ایتتو-ریو استخدام کرده بود تا به عنوان کاگههیسا ظاهر شود، به رین حمله می کند. درست زمانی که می‌خواهد او را بکشد، مانجی دستش را می گیرد، اما اجازه می دهد فرار کند. پس از برخورد رین با کاگه‌هیسا واقعی، با اطلاع از اینکه اقدامات کاگههیسا تحت تأثیر تاریخ پدربزرگ‌هایشان تاکایوشی آسانو و سابورو آنوتسو بوده است، رین مانجی را ترک می‌کند تا به تنهایی به شکار خود ادامه دهد در حالی که او تلاش می‌کند او را پیدا کند.
وقتی کاگههیسا به کوه تاکائو می رسد توسط هاباکی که کمینی برپا کرده به او خیانت می کند. به‌طور جداگانه، مانجی و ماکی به زودی وارد می‌شوند، که منجر به یک نبرد حماسی همه‌جانبه می‌شود، زیرا مکی خود را در برابر تیراندازی سامورایی‌ها قربانی می‌کند تا از کاگهیسا محافظت کند. در همین حال، پس از کشتن صدها نفر در قسمت دیگری از همان میدان جنگ در حالی که به کگه‌هیسا خیانت می‌شود، مانجی به دنبال شیرا فرار می‌کند و رین را می‌رباید تا انتقام مانجی را که قبلاً دستش را بریده است، بگیرد. شیرا از مانجی می‌خواهد که خود را خلع سلاح کند، اما مانجی به دوروی شیرا توجه دارد و از یک دارت کوچک مخفی برای بریدن طنابی که رین با آن بسته شده است استفاده می‌کند.
آن‌ها با مشت درگیر می‌شوند و مانجی شیرا را به صورت مارپیچی به سمت صخره می‌فرستد. کاگه‌هیسا با اینکه ضعیف و خون آلود است، حباکی را می کشد و سپس با مانجی روبرو می‌شود که در پایان او را شکست می‌دهد. به رین پیشنهاد می‌شود که ضربه انتقام‌جویانه را وارد کند، در حالی که کاگه‌هیسا به مانجی هشدار می‌دهد که پسرانش به دنبال او خواهند آمد. مانجی با وجود جراحاتش، در نبرد زنده می‌ماند.

## بازیگران
- تاکویا کیمورا در نقش مانجی
- هانا سوگیساکی در نقش رین آسانو
- سوتا فوکوشی در نقش کاکه‌هیسا آنوتسو
- هایاتو ایچیهارا در نقش شیرا
- اریکا تودا در نقش ماکیه اوتونو
- کازوکی کیتامورا در نقش ساباتو
- چیاکی کوری‌یاما در نقش هیاکورین
- شین‌نوسکه میتسوشیما در نقش تایتو ماگاتسو
- ایچیکاوا ابیزو یازدهم
- مین تاناکا
- تسوتومو کامازاکی